# Regen (district)
Districtul Regen este un district rural (în germană Landkreis) din regiunea administrativă Bavaria Inferioară, în landul Bavaria, Germania.

## Orașe și comune
| orașe 1. Regen 2. Viechtach 3. Zwiesel comune (târg) 1. Bodenmais 2. Ruhmannsfelden 3. Teisnach | comune 1. Achslach 2. Arnbruck 3. Bayerisch Eisenstein 4. Bischofsmais 5. Böbrach 6. Drachselsried 7. Frauenau 8. Geiersthal 9. Gotteszell 10. Kirchberg i.Wald 11. Kirchdorf i.Wald 12. Kollnburg 13. Langdorf 14. Lindberg 15. Patersdorf 16. Prackenbach 17. Rinchnach 18. Zachenberg |